# Caroline Medina
Caroline Gabriela Medina Peschiutta (27 de junio de 1992, Maracay) es una modelo y reina de belleza venezolana ganadora del certamen de belleza Reina Hispanoamericana 2010 celebrado en la ciudad de Santa Cruz, Bolivia el 24 de noviembre de 2010
. Caroline participó en la 58.ª edición de Miss Venezuela celebrada el jueves 28 de octubre de 2010 en el Palacio de Eventos de la ciudad de Maracaibo, representando al estado Aragua. Allí Medina ganó la  banda de Miss Fotogénica y el título y de Miss Venezuela Tierra 2010, obteniendo el derecho a representar a su nación en el Miss Tierra 2011.
Posteriormente, concurrió al certamen Miss Tierra 2011, celebrado en Filipinas, donde se posicionó como tercera finalista (Miss Fuego) y obtuvo las bandas de Miss Natural, Mejor Cabello, Miss Personalidad y Miss Placenta (La Mejor Piel).
Caroline es nieta de inmigrantes canarios e italianos.